# Скаков, Александр Иванович
Александр Иванович Ска́ков (1903 — 1957) — физик, специалист в области металловедения.

## Биография
Родился в 1903 году в Борисоглебске (ныне Воронежская область).
В 1930 году окончил МВТУ имени Н. Э. Баумана и начал работать во ВНИИЖТ, где прошел путь от инженера до заведующего отделением испытаний материалов и конструкций. Был организатором этого отделения и до конца своей жизни неизменным руководителем лаборатории механических испытаний.
Участвовал сам и возглавлял работы в области оценки качества рельсов и рельсовых скреплений.

Разработал и применил новый статистический метод исследования эксплуатационных характеристик, установив связи показателей износостойкости рельсов с их металлургическим качеством и механическими свойствами.
Внёс большой вклад в изучение дефектов рельсовой стали и определение причин изломов рельсов. При участии А. С. Маханека разработал десятичную классификацию изломов рельсов, принятую на всей сети железных дорог, которая действует и сейчас.

Разработчик метода установления связей между альтернативными и количественными признаками, что явилось вкладом в математическую статистику. Этот метод широко используется при анализе свойств рельсов, колес, бандажей, осей, подшипниковых сплавов и других деталей.

Вместе с Г. Г. Поповым и В. Г. Андреевым им был разработан комплексный метод испытаний на выносливость, позволивший получать разрушения деталей, подобные возникающим при эксплуатации.
Принимал деятельное участие в разработке новой технологии выплавки, разливки и прокатки рельсовой бессемеровской стали с остановкой продувки на высоком содержании углерода.
Ученик выдающихся ученых Н. П. Щапова, А. А. Байкова, И. П. Бардина, сам воспитал достойных учеников — известных деятелей науки в области механических испытаний: Л. М. Школьника, Г. В. Зароченцева и Г. Г. Попова.
В 1958 году его именем названа лаборатория механических испытаний.

## Награды и премии
- орден Трудового Красного Знамени
- Сталинская премия первой степени (1951) — за разработку и внедрение новой технологии производства рельсовой стали—
- премия имени П. П. Аносова (1957) — за монографию «Качество железнодорожных рельсов»
- знак «Почётный железнодорожник»

### Семья
- сын, Скаков, Юрий Александрович (1925—2009) — советский и российский учёный, доктор технических наук, профессор, лауреат Государственной премии СССР (1980).